# Miyamoto Toshiaki
Miyamoto Toshiaki (宮本 駿晃 Miyamoto Toshiaki, sinh ngày 4 tháng 6 năm 1999) là một cầu thủ bóng đá người Nhật Bản. Anh thi đấu cho Kashiwa Reysol.

## Sự nghiệp
Miyamoto Toshiaki gia nhập câu lạc bộ tại J1 League Kashiwa Reysol năm 2017.